# Thanh Tuyền (ca sĩ)
Thanh Tuyền (Tên khai sinh: Phạm Như Mai, sinh ngày 29 tháng 10 năm 1948) là một nữ ca sĩ nhạc vàng nổi tiếng người Việt Nam sống tại Mỹ. Bà thành danh vào thời kỳ hưng thịnh nhất của nền tân nhạc miền Nam vào giữa những năm 1960–1975. Bà có một giọng hát bền bỉ và là một trong những giọng ca trụ cột của Trung tâm Asia và Trung tâm Thúy Nga tại hải ngoại từ những ngày đầu tiên thành lập.

## Cuộc đời và sự nghiệp

### Thời niên thiếu và giai đoạn khởi nghiệp
Thanh Tuyền (tên thật: Phạm Như Mai, sinh ngày 29 tháng 10 năm 1948) tại Đà Lạt trong một gia đình có 16 anh chị em, trong đó cô là chị hai. Trước đây, bà học tại trường nữ Trung học Bùi Thị Xuân ở Đà Lạt. Sau khi về Sài Gòn, bà chuyển sang học tại trường nữ Trung học Lê Văn Duyệt (nay là trường THPT Võ Thị Sáu).
Bộc lộ năng khiếu ca hát từ nhỏ và đến năm 1959, bà đoạt giải Thần đồng Đà Lạt với ca khúc Nắng đẹp miền Nam của nhạc sĩ Lam Phương. 
Đầu thập niên 1960, bà vừa đi học vừa đi hát ở đài phát thanh Đà Lạt và được người cậu chỉ bảo những nhạc lý cơ bản.  

### Khởi đầu sự nghiệp
Năm 1964, trong một lần hát phục vụ chương trình văn nghệ tại trường, bà đã trình bày nhạc phẩm Vọng gác đêm sương của nhạc sĩ Mạnh Phát, lúc này nhạc sĩ Nguyễn Văn Đông là khán giả tham dự đã phát hiện ra giọng ca đặc biệt và nhìn ra được  tố chất ca sĩ của bà, ông liền đưa bà về Sài Gòn lập nghiệp ca hát. Ông đặt nghệ danh cho bà là Thanh Tuyền (Ý nghĩa: Giòng suối trong của cao nguyên Đà Lạt) và gửi bà cho vợ chồng nhạc sĩ Mạnh Phát nuôi dưỡng. Dưới sự dìu dắt của nhạc sĩ Nguyễn Văn Đông, cùng vợ chồng ca nhạc sĩ Mạnh Phát – Minh Diệu. Chỉ sau 8 tháng, tên tuổi Thanh Tuyền nổi bậc lên trên các đài phát thanh của Việt Nam Cộng hòa, một phần do giọng hát thiên phú, một phần do giám đốc hãng dĩa Continental là nhạc sĩ Nguyễn Văn Đông đã dồn mọi nỗ lực trong việc lăng xê tên tuổi Thanh Tuyền trên báo chí cũng như trên đài phát thanh, nên từ thành thị đến thôn quê, đâu đâu người ta cũng nhắc nhở tới tên Thanh Tuyền nhưng rất ít được nhìn thấy tận mắt bởi vì thời gian này bà còn là một nữ sinh, chưa đủ tuổi đặt chân trình diễn vào các vũ trường cũng như phòng trà. Ca khúc đầu tiên được bà trình bày và thu âm vào dĩa nhựa là Dấu chân kỷ niệm (Thúc Đăng) đã để lại ấn tượng sâu sắc trong lòng khán giả mộ điệu. Một thời gian sau, bà góp mặt lần đầu tiên trong một chương trình ca nhạc của Phạm Mạnh Cương trên đài truyền hình và trong nhiều chương trình khác. Lúc đó khán thính giả mới biết đến hình ảnh của Thanh Tuyền trong một dáng vẻ của nữ sinh mới lớn cùng tà áo dài trắng, mái tóc cúp ngắn.
Năm 1966, bà về cộng tác với hãng dĩa Sóng Nhạc qua sự giới thiệu của nhạc sĩ Mạnh Phát. Lúc này, bà mới thật sự vút cao với ca khúc Nỗi buồn hoa phượng (Thanh Sơn). Dĩa nhạc này lại 1 lần nữa khuấy động thị trường băng đĩa lúc bấy giờ. Dù cộng tác với nhiều hãng đĩa khác nhau, nhưng Thanh Tuyền vẫn có sự thỏa thuận với nhạc sĩ Nguyễn Văn Đông là vẫn tiếp tục thu thanh một số nhạc phẩm cho hãng dĩa của ông.
Năm 1967, bà bắt đầu đặt chân vào hát tại các vũ trường. Đầu tiên là Vũ trường Tự Do của ông Ngô Văn Cường. Sau đó, bà sang cộng tác với chương trình Hoàng Thi Thơ tại Vũ trường Maxim's. Bà còn được soạn giả Viễn Châu dìu dắt tập ca Vọng cổ. Bài tân cổ giao duyên đầu tiên là Dấu chân kỷ niệm đồng phát hành với bản tân nhạc cùng tên do Continental phát hành. Cũng cùng thời điểm này, bà song ca cùng ca sĩ Chế Linh và trở thành một hiện tượng được nhắc đến nhiều nhất vào thời điểm đó và mãi đến tận sau này. Dĩa hát đầu tiên là nhạc phẩm Hái Hoa Rừng Cho Em của Trương Hoàng Xuân được tung ra thị trường và đã đạt được nhiều thành công vang dội. Sau đó nhiều hãng dĩa đã tranh nhau mời Chế Linh và Thanh Tuyền thu thanh một số tác phẩm khác như Con đường xưa em đi (Châu Kỳ, thơ Hồ Đình Phương), Phút cuối, Tình bơ vơ (Lam Phương),... Tất cả đều được khán thính giả khắp nơi đón nhận nồng nhiệt và đều có số bán kỷ lục thời đó. Về sau bà đã từng song ca với Duy Khánh, Hùng Cường, Nhật Trường, Bùi Thiện, Thanh Phong, Trung Chỉnh,… đều để lại những dấu ấn riêng biệt. Nhưng khán giả vẫn thương mến nhất là cặp song ca Thanh Tuyền - Chế Linh.
Năm 1968, Thanh Tuyền kết hôn với một đại úy cảnh sát quận Gò Vấp tại Sài Gòn và ngưng sự nghiệp ca hát trong một khoảng thời gian. Họ có với nhau ba người con.
Năm 1971, Trung tâm Thúy Nga tiên phong đi đầu thực hiện cuốn băng Thanh Tuyền 1 (phát hành ngày 21 tháng 4 năm 1973), độc quyền một tiếng hát. Được sự đón nhận nhiệt liệt của khán thính giả khắp nơi với số bán kỷ lục đem lại lợi tức lớn cho trung tâm khi mới thành lập. Tiếp nối sự thành công của băng nhạc Tiếng hát Thanh Tuyền 1, Thanh Tuyền đã thu âm Tiếng hát Thanh Tuyền 2 bán cho Dĩa Hát Việt Nam (Hãng dĩa Việt Nam) để phát hành, sau đó cuốn băng này lại một lần nữa được đón nhận nồng nhiệt. Hãng dĩa Việt Nam tiếp tục mời Thanh Tuyền thực hiện Tiếng hát Thanh Tuyền 3, Thanh Tuyền 4 cho đến năm 1975. Trong năm này, Thanh Tuyền đoạt hai giải Kim Khánh là Nữ ca sĩ được yêu thích nhất và Băng nhạc được yêu thích nhất trên Nhật báo Trắng Đen do khán thính giả bình chọn.
Từ năm 1972–1974, theo cuộc trưng cầu ý kiến độc giả của nhật báo Trắng Đen, Thanh Tuyền được bình chọn trong danh sách là nữ ca sĩ ăn khách nhất.

### Vang danh tại hải ngoại
Sau sự kiện 30 tháng 4 năm 1975, Thanh Tuyền ở lại Việt Nam và tiếp tục sinh hoạt văn nghệ với Đoàn kịch nói Kim Cương. Năm 1976, Thanh Tuyền góp mặt cùng một vài ca sĩ khác trong Album nhạc đỏ Đường chúng ta đi. 
Năm 1978, Thanh Tuyền vượt biên sang đảo Pulau Bidong, Malaysia. Năm 1979, Thanh Tuyền cùng gia đình di cư đến Hoa Kỳ và định cư tại Washington rồi sau đó chuyển đến sinh sống ở Houston, Texas.
Giáng sinh năm 1981, Thanh Tuyền thực hiện cuốn băng Gửi người ngàn dặm được Trung tâm Thúy Nga phát hành.
Thanh Tuyền được mời đi hát trở lại vào năm 1982. Năm 1989, sau khi bức tường Berlin bị phá bỏ, Khánh Ly và Thanh Tuyền đã hát trong chương trình nhạc đầu tiên ở Đông Đức.
Trung tâm Thúy Nga đã thực hiện một liên khúc gồm hai nhạc phẩm Vùng lá me bay (Anh Việt Thanh) và Dấu chân kỉ niệm (Thúc Đăng) để vinh danh ca sĩ Thanh Tuyền. Cùng với sự góp mặt của các ca sĩ của Trung tâm như Như Quỳnh, Mai Thiên Vân, Phi Nhung, Hạ Vy và Hương Thủy.
Giáng sinh 2020, cuốn băng Liveshow Thanh Tuyền - Một đời cho âm nhạc được phát hành.

### Nhận định
Thanh Tuyền sở hữu loại giọng Full Lirico Soprano (Nữ cao Trữ tình Đầy đặn). Đặc trưng của loại giọng này là âm sắc đẹp, ấm áp, quãng trung và cận cao phát triển, nhưng vẫn lên được những nốt cao sáng rực. Chính vì thế, giọng hát của bà vô cùng chắc chắn, khỏe khoắn và nặng tính metalic (kim khí).
Bà có thể nhả chữ và giữ nốt trên G4, G#4 vô cùng dày. Mixed cao rất tốt và thoải mái, có thể lên giọng thật tới C5, D5, Eb5 một cách dễ dàng. Khi đó, trong tần số vibrato của cô nảy lên độ rung độc đáo, nổi bần bật và bay xa như đang tung ra những chuỗi ngọc trong không gian vậy. Đồng thời, bà còn xuống được nhiều nốt trầm chắc chắn, sâu và tối.
Xét về ngũ cung, các giọng Full Lirico Soprano khác thường thuộc hành thủy, hoặc thủy pha kim, mộc pha kim, nhưng Thanh Tuyền lại thuần kim chính cách.
Thanh Tuyền tận dụng triệt để các lối hát truyền thống của dân ca vùng miền như nảy tiếng, đổ hột, vọng cổ câu vô và biến tấu, tinh giản đi cho phù hợp với nhạc vàng một cách hài hòa nhất, chứ không chỉ đơn giản là luyến láy theo nhịp điệu.

## Gia đình
Thanh Tuyền có tất cả bốn người con (hai trai và hai gái: 3 người con với người chồng đầu và một người con với người chồng hiện tại), trong số đó chỉ có Shayla (con thứ ba) theo nghề ca sĩ. Don Nguyễn - con trai đầu của bà hiện đang phục vụ trong quân đội Hoa Kỳ và là chồng của nữ nghệ sĩ cải lương Ngọc Huyền, con gái đầu thì theo học ngành dược và người con trai út là một kĩ sư. Bà còn có người em gái là ca sĩ Sơn Tuyền.
Nhạc sĩ Thanh Sơn từng viết chùm 3 ca khúc bao gồm (Nhật ký đời tôi, Trả lại Thời gian và Hoa tím ngày xưa) và Tình đêm phố cũ (thập niên 90) để kỷ niệm về mối tình với một nữ Danh ca nổi tiếng xứ Đà Lạt có tên thật là Mai. Người này được cho là ca sĩ Thanh Tuyền.

## Sáng tác
Thanh Tuyền còn là một nhạc sĩ, trong đó sáng tác nổi bật là:
- Ngày xưa anh nói (Thanh Tuyền - Thúc Đăng)
- Tình một ngày tình cũng trăm năm
- Một đời để nhớ
- Lỗi hẹn (Mạnh Phát - Huy Lai)[2]

## Hoạt động khác

### Các buổi biễu diễn
Thanh Tuyền đã tổ chức liveshow Kỷ niệm 50 năm ca hát ngày 21/12/2012 tại Cung Văn hóa Hữu nghị Việt Xô, Hà Nội.
Đến đầu năm 2017, bà nhận lời mời làm giám khảo một chương trình trong nước với tên gọi Tình Bolero hoan ca (do Đài truyền hình Vĩnh Long tổ chức) với 2 tập phát sóng.
Thanh Tuyền & Chế Linh thực hiện Liveshow Con đường xưa em đi ngày 2/11/2017 tại Trung tâm Hội nghị Quốc gia, Hà Nội.

### Liveshow Thanh Tuyền - Một Đời Cho Âm Nhạc (2019)
1. Phần mở đầu
2. Nỗi Buồn Hoa Phượng (Thanh Sơn) - Thanh Tuyền
3. Rừng Lá Thấp (Trần Thiện Thanh) - Thanh Tuyền
4. Lời ngỏ - Nguyễn Ngọc Ngạn, Nguyễn Cao Kỳ Duyên
5. LK Đà Lạt Hoàng Hôn (Minh Kỳ, Dạ Cầm), Đêm Dài Chiến Tuyến (Lam Phương) - Thanh Tuyền
6. Tình Bơ Vơ (Lam Phương) - Thanh Tuyền, Chế Linh, Nguyễn Ngọc Ngạn
7. Chuyện Chúng Mình (Trúc Phương) - Chế Linh
8. Chuyện Tình Không Hối Tiếc (Tâm Anh) - Phương Hồng Quế
9. Phỏng vấn Phương Hồng Quế
10. Ngày Xưa Anh Nói (Thúc Đăng, Thanh Tuyền) - Như Quỳnh
11. Xin Thời Gian Qua Mau (Lam Phương) - Ngọc Huyền
12. Biết Đến Bao Giờ (Lam Phương) - Sơn Tuyền
13. Người Yêu Cô Đơn (Đài Phương Trang) - Sơn Tuyền
14. Days & Nights I'm Missing You (Trúc Hồ, Shayla, Huỳnh Nhật Tân) - Shayla
15. Phỏng vấn Daniel Bùi
16. Hài kịch: Tiếng Hát Mãi Vang Xa (Hứa Minh Đạt) - Hoài Linh, Chí Tài, Hứa Minh Đạt, Thanh Tuyền
17. LK Vọng Gác Đêm Sương (Mạnh Phát), Cánh Buồm Chuyển Bến (Minh Kỳ, Hoài Linh) - Thanh Tuyền
18. Thu Tím Lá Vàng (Vân Tùng) - Thanh Tuyền
19. Ai Khổ Vì Ai (Thương Linh) - Thanh Tuyền
20. Chỉ Có Tình Yêu (Nguyễn Hữu Thiết) - Thanh Tuyền
21. LK Trả Lại Thời Gian, Hoa Tím Người Xưa (Thanh Sơn) - Thanh Tuyền, Phương Hồng Quế, Sơn Tuyền, Như Quỳnh, Ngọc Huyền, Mai Thiên Vân
22. Phượng Yêu (Phạm Duy) - Anh Khoa
23. Tình Một Ngày, Tình Cũng Trăm Năm (Thanh Tuyền) - Mai Thiên Vân
24. Trích đoạn: Con Gái Mạnh Lệ Quân (Bạch Mai) - Ngọc Huyền, Phương Hồng Thủy
25. Gibberish (Hà Tiên) - Hà Tiên
26. Phỏng vấn Hà Tiên
27. Tiếng Sông Hương (Phạm Đình Chương) - Thanh Tuyền
28. Trước Giờ Tạm Biệt (Hoài An) - Thanh Tuyền
29. Lời cảm ơn - Nguyễn Ngọc Ngạn, Kỳ Duyên
30. LK Chiều Mưa Biên Giới, Hải Ngoại Thương Ca (Nguyễn Văn Đông) - Thanh Tuyền, Chế Linh, Anh Khoa, Phương Hồng Quế, Sơn Tuyền, Như Quỳnh, Ngọc Huyền, Mai Thiên Vân
31. Finale

### Thanh Tuyền Production và Video 36 Năm Ca Hát
Vào năm 2000, Thanh Tuyền tự tay thực hiện chương trình kỷ niệm 36 năm ca hát. Thanh Tuyền quay hình các MTV đan xen với các phần trò chuyện dưới sự dẫn dắt của MC Việt Dzũng
1. Anh Đi Chiến Dịch (Phạm Đình Chương)
2. Điệu Buồn Phương Nam (Vũ Đức Sao Biển)
3. Tiếng Hát Chim Đa Đa (Võ Đông Điền)
4. Nỗi Buồn Hoa Phượng (Thanh Sơn)
5. Vọng cổ: Xin Trả Tôi Về (Viễn Châu)
6. Vùng Trời Ngày Đó (Lam Phương)
7. Open Up Your Heart - hát với Shayla
8. Cánh Cò Dòng Sông (Hàn Châu)
9. Em Biết Anh Đi Chẳng Trở Về (Anh Bằng)
10. Hồn Quê (Thanh Sơn)
11. Chiều Mưa Biên Giới (Nguyễn Văn Đông)

## Album tiêu biểu
Trước 1975
- 21 tháng 4 năm 1973: Tiếng Hát Thanh Tuyền (Thúy Nga phát hành) [1]
- Tháng 10 năm 1973: Tiếng Hát Thanh Tuyền 2 (Dĩa Hát Việt Nam phát hành)
- Tháng 5 năm 1974:  Thanh Tuyền 3 - Thuyền không bến đỗ (Dĩa Hát Việt Nam phát hành)

Sau 1975
- 1981: Thanh Tuyền 1 - Gửi người ngàn dặm [5]
- 1982: Bốn Phương 6 - Xin trả tôi về quê hương
- 1983: Thanh Tuyền 2 - Chiều Tây Đô
- 1984: Thanh Tuyền 3 - Ngày xưa anh nói (Thanh Lan 9)
- 1984: Thanh Tuyền 4 - Nỗi buồn hoa phượng (Thanh Lan 26)
- 1986: Thanh Tuyền 5 - Lời tình viết vội (Thanh Lan 64)
- 1986: Thanh Tuyền 6 - Tình qua cơn đau (Giáng Ngọc 12) với Sơn Tuyền
- 1987: Thanh Tuyền 7 - Vòng tay cho đời
- 1988: Thanh Tuyền 8 - Tình khúc Trần Thiện Thanh
- 1988: Thanh Tuyền 9 - Rumba [6]
- 1989: Thanh Tuyền 10 - Em đi rồi [7]
- 1990: Thanh Tuyền 11 - Từ nửa vòng trái đất [8](Làng Văn 199)
- 1991: Thanh Tuyền 12 - Chuyện 3 người (Làng Văn 201)
- 1992: Thanh Tuyền 13 - Giọt lệ đài trang với Hương Lan, Huy Sinh
- 1992: Thanh Tuyền 14 - Tạ ơn người (Làng Văn 200: Đà Lạt hoàng hôn)
- 1993: Thanh Tuyền 15 - Em còn nhớ mùa xuân (Làng Văn 202)
- 1993: Thanh Tuyền - Tình chàng ý thiếp (Phượng Hoàng 55)
- 1994: Thanh Tuyền - Đò dọc
- 1996: Thanh Tuyền - Áo hoa
- 1996: NĐBD Gold 17 - Hạ buồn
- 1997: Thanh Tuyền - Cánh cò giòng sông
- 1998: Làng Văn 246 - Đau xót lý chim quyên
- 2001: Thanh Tuyền Video - 36 năm đời ca hát
- 2003: Thanh Tuyền - Một ngày tình cũng trăm năm
- 200?: Thanh Tuyền - Điệu buồn Phương Nam

- 1980: Sống 1 - Con tàu định mệnh
- 1983: Shotguns 70 - Tình khúc Trúc Phương
- 1984: Thanh Tuyền 84 - Bồng hồng cài áo với Khánh Ly, Giao Linh, Elvis Phương
- 1985: Làng Văn 12 - Đoạn tuyệt với Chế Linh
- 1986: Kim Ngân 2: Đường xưa em đi với Chế Linh
- 1986: Thanh Lan 70 - Gửi người ngàn dặm (tái bản Thanh Tuyền 1) [9]
- 1986: Thanh Lan 91: Sao anh nỡ đành quên với Chế Linh, Hương Lan
- 1987: Làng Văn 48: Nói với người tình với Chế Linh
- 1987: Thúy Nga 15 - Giã từ kỷ niệm với Phượng Mai
- 1987: Giáng Ngọc 27 - Hồn trinh nữ với Giao Linh, Hương Lan
- 1987: Thanh Lan 107 - Tâm sự nàng Buram với Giao Linh, Thanh Phong
- 1987: Thúy Anh 4 - Thân phận với Giao Linh, Băng Châu, Phượng Mai
- 1988: Nguồn Sống 3 - Tình bơ vơ với Tuấn Vũ
- 1988: Đời 21 - Mỹ nhân với Giao Linh, Hương Lan
- 1988: Thanh Lan 120: Nụ cười chua cay với Chế Linh, Hương Lan
- 1988: Làng Văn 55 - Người ở lại Charlie với Hương Lan
- 1989: Làng Văn 108: Áo cưới màu hoa cà với Chế Linh [10]
- 1989: Thanh Lan 123: Ngày đó xa rồi với Chế Linh
- 1989: Giáng Ngọc 71 - Mười thương với Hương Lan, Tuấn Vũ
- 1989: Giáng Ngọc 77 - Huế mù sương với Chế Linh, Hương Lan
- 1989: Giáng Ngọc 83 - Nhớ nhau hoài với Sơn Tuyền, Tuấn Vũ
- 1989: Giáng Ngọc 87	- Xin gọi nhau là cố nhân với Hương Lan, Tuấn Vũ
- 1989: Giáng Ngọc 90 - Lối về đất mẹ với Phượng Mai, Tuấn Vũ
- 1989: Giáng Ngọc 97 - Tình sầu biên giới với Giao Linh, Tuấn Vũ
- 1990: Giáng Ngọc 108 - Khúc hát ân tình với Tuấn Vũ
- 1990: Mimosa 2: Gió chuyển mùa thương với Chế Linh, Hương Lan, Duy Khánh [11]
- 1990: Làng Văn 124 - Cô hàng xóm với Duy Khánh, Elvis Phương
- 1991: Trường Thanh 17 - Biết tìm ở đâu với Trường Thanh
- 1991: Thúy Nga CD22 - Chuyến xe 3 người với Chế Linh, Phượng Mai
- 1992: Hải Âu 53 - Mấy nhịp cầu tre với Mỹ Huyền
- 1992: Giáng Ngọc 150 - Ngày em còn bên tôi với Chế Linh
- 1992: Làng Văn 147 - Rừng lá thay chưa với Phương Dung
- 1994: Hoàn Mỹ 4 - Lời tạ tình với Nhật Trường
- 1994: Shotguns Gold 1 - Trả lời thư em với Hoài Nam
- 1994: NĐBD 70 - Gợi nhớ tình xưa với Hương Lan
- 1994: Thanh Hằng - Đừng hỏi tại sao với Thái Châu
- 1994: Thúy Anh 90 - Thanh Tuyền tuyệt phẩm nhạc tuyển
- 1995: K Entertainment 1 - Thuyền hoa với Chung Tử Lưu
- 1995: K Entertainment 3 - Cho vừa lòng em với Cao Thanh
- 1995: Làng Văn 203: Sao em nỡ vội lấy chồng với Chế Linh
- 1995: Shotguns: Sau lần hẹn cuối với Chế Linh
- 1995: Thanh Hằng 28 - Tình đời với Tuấn Vũ, Phạm Hữu
- 1995: Thái Lan - Biết nói gì đây nhạc tuyển
- 1996: Phượng Hoàng 69 - Chiều mưa biên giới với Chế Linh
- 1996: Trường Thanh 29 - Dư ảnh tình yêu với Trường Thanh
- 1996: Cali Nhạc Tuyển 1 - Từ lúc vắng em với Việt Cường, Phi Nhung
- 1996: Thanh Hằng - Kiếp sau với Duy Khánh, Phi Long
- 1996: Sơn Tuyền 25 - Người không cô đơn với Sơn Tuyền
- 1998: Hải Âu 167 - Mười năm tái ngộ tái bản Thái Lan - Biết nói gì đây
- 1999: Ca Dao 71 - Thanh Tuyền - Những tình khúc bất hủ (nhạc tuyển)[12]
- 2001: Thanh Tuyền - Sàigòn trong tim tôi - Những tình khúc Hoàng Văn với Mỹ Huyền, Johnny Dũng, Huy Sinh
- 2001: Làng Văn 296 - 36 năm tiếng hát gửi người (nhạc tuyển)
- 2002: Asia CD166 - Mai lỡ hai mình xa nhau (nhạc tuyển) với Chế Linh
- 2003: Thanh Tuyền - Một ngày tình cũng trăm năm
- 2007: Vân Sơn CD166: The best of Chế Linh - Thanh Tuyền (nhạc tuyển)
- 2013: Asia CD332 - Người mẹ bán nón (nhạc tuyển)
- 2024: TNCD - Một Đời Cho Âm Nhạc - Vol. 1 & 2 (trích từ Liveshow Một Đời Cho Âm Nhạc)

## Các tiết mục trình diễn trên sân khấu

### Trung tâm Thúy Nga
| STT | Tiết mục                                                                         | Thể hiện với | Chương trình       | Năm  |
| --- | -------------------------------------------------------------------------------- | --- | ------------------ | ---- |
| 1   | Ngày Đó (Jo Marcel)                                                              | (đơn ca) | Paris By Night 8   | 1989 |
| 2   | Xin Thời Gian Qua Mau (Lam Phương)                                               | (đơn ca) | Paris By Night 10  | 1990 |
| 3   | Màu Hoa Thiên Lý (Hoàng Thi Thơ)                                                 | (đơn ca) | Paris By Night 47  | 1999 |
| 4   | Phố Vắng Em Rồi (Mạnh Phát)                                                      | (đơn ca) | Paris By Night 52  | 1999 |
| 5   | Anh Đi Chiến Dịch (Phạm Đình Chương)                                             | (đơn ca) | Paris By Night 94  | 2008 |
| 6   | Mấy Dặm Sơn Khê (Nguyễn Văn Đông)                                                | (đơn ca) | Paris By Night 96  | 2009 |
| 7   | Kiếp Nghèo (Lam Phương)                                                          | (đơn ca) | Paris By Night 97  | 2009 |
| 8   | LK Hai Lối Mộng, Chuyện Chúng Mình, Tàu Đêm Năm Cũ (Trúc Phương)                 | Hương Lan | Paris By Night 98  | 2009 |
| 9   | LK Tiễn Đưa (Nhạc: Song Ngọc, Thơ: Nguyên Sa) & Về Mái Nhà Xưa (Nguyễn Văn Đông) | Khánh Ly | Paris By Night 100 | 2010 |
| 10  | Đôi Ngã Chia Ly (Khánh Băng)                                                     | (đơn ca) | Paris By Night 119 | 2016 |
| 11  | Không Bao Giờ Quên Anh (Hoàng Trang)                                             | (đơn ca) | Paris By Night 120 | 2016 |
| 12  | Gửi Người Ngàn Dặm (Lam Phương)                                                  | (đơn ca) | Paris By Night 122 | 2017 |
| 13  | Gửi Về Anh (Đỗ Thu)                                                              | Mai Thiên Vân | Paris By Night 123 | 2017 |
| 14  | Lời Giã Biệt (Nguyễn Văn Đông)                                                   | (đơn ca) | Paris By Night 125 | 2018 |
| 15  | Khúc Tình Ca Hàng Hàng Lớp Lớp (Nguyễn Văn Đông)                                 | Hoàng Oanh, Anh Khoa, Giao Linh, Ý Lan, Mai Thiên Vân, Nguyễn Hồng Nhung, Minh Tuyết, Ngọc Anh, Hương Thủy, Don Hồ, Hạ Vy, Trần Thái Hòa, Khải Đăng, Hà Thanh Xuân, Châu Ngọc Hà | Paris By Night 125 | 2018 |
| 16  | Hai Vì Sao Lạc (Anh Việt Thu)                                                    | Anh Khoa | Paris By Night 126 | 2018 |
| 17  | Thương Về Xứ Nghệ (Nguyễn Tất Tùng)                                              | (đơn ca) | Paris By Night 127 | 2018 |
| 18  | LK Tình Lỡ (Thanh Bình) & Tôi Đưa Em Sang Sông (Nhật Ngân, Y Vũ)                 | Chế Linh | Paris By Night 128 | 2019 |
| 19  | LK Vùng Lá Me Bay (Anh Việt Thanh) & Dấu Chân Kỷ Niệm (Thúc Đăng)                | Như Quỳnh, Hương Thủy, Mai Thiên Vân, Phi Nhung, Hạ Vy | Paris By Night 129 | 2019 |
| 20  | Em Ơi, Nếu Đừng Dang Dở (Hoài Linh, Anh Phong)                                   | (đơn ca) | Paris By Night 130 | 2020 |
| 21  | Tân cổ: Xuân Trên Đất Khách (Nhạc: Quốc Dũng, Vọng Cổ: Ngọc Huyền)               | Ngọc Huyền | Paris By Night 132 | 2022 |
| 22  | Bông Hồng Cài Áo (Ý: Thích Nhất Hạnh, Nhạc: Phạm Thế Mỹ)                         | Gerard Williams | Paris By Night 133 | 2022 |
| 23  | LK Em Sắp Về Chưa (Châu Kỳ, Tô Kiều Ngân) & Chiều Hạ Vàng (Nguyễn Bá Nghiêm)     | Phương Hồng Quế | Paris By Night 134 | 2023 |
| 24  | Hơn Một Lời Cảm Ơn (Ngô Minh Tài)                                                | Ngọc Anh, Ý Lan, Tuấn Ngọc, Khánh Hà, Bằng Kiều, Minh Tuyết, Trần Thái Hòa, Lam Anh, Đình Bảo, Kỳ Phương Uyên, Nguyễn Hồng Nhung, Ngọc Hạ, Tuấn Phước, Thiên Tôn, Hương Lan, Hoàng Oanh, Phương Hồng Quế, Thanh Hà, Quang Dũng, Trường Vũ, Như Quỳnh, Quang Lê, Thái Châu, Họa Mi, Nguyễn Hưng, Hương Thủy, Băng Tâm, Hoàng Nhung, Hà Thanh Xuân, Trịnh Lam, Phương Yến Linh, Ngọc Ngữ, Châu Ngọc Hà, Tâm Đoan, Mạnh Quỳnh, Phương Loan, Đan Nguyên, Lương Tùng Quang, Như Loan, Hoàng Mỹ An, Như Ý, Lâm Thúy Vân, Myra Trần, Don Hồ | Paris By Night 134 | 2023 |
| 25  | Tình Đêm Phố Cũ (Thanh Sơn)                                                      | solo | Paris By Night 137 | 2024 |
| 26  | Tân cổ: Chàng Là Ai (Tân nhạc: Nguyễn Hữu Thiết, Vọng cổ: Viễn Châu)             | Ngọc Huyền | Paris By Night 137 | 2024 |
| 27  | Xuân Về Gác Nhỏ (Thúc Đăng)                                                      | solo | Paris By Night 138 | 2025 |

#### Thuy Nga Music Box
| STT | Tên bài hát                        | Thể hiện với    | Chương trình           | Năm  |
| --- | ---------------------------------- | --------------- | ---------------------- | ---- |
| 1   | Giờ Này Anh Ở Đâu (Khánh Băng)     | Phương Hồng Quế | Thúy Nga Music Box #10 | 2020 |
| 2   | Nỗi Buồn Đêm Đông (Anh Minh)       | (đơn ca)        | Thúy Nga Music Box #10 | 2020 |
| 3   | Người Đã Đi Rồi (Nguyễn Hữu Thiết) | (đơn ca)        | Thúy Nga Music Box #10 | 2020 |
| 4   | Đắp Mộ Cuộc Tình (Vũ Thanh)        | (đơn ca)        | Thúy Nga Music Box #10 | 2020 |
| 5   | Nếu Đời Không Có Anh (Hoàng Trang) | (đơn ca)        | Thúy Nga Music Box #10 | 2020 |
| 6   | Anh Đi Về Đâu (Hoàng Nguyên)       | Phương Hồng Quế | Thúy Nga Music Box #10 | 2020 |
| 7   | Kẻ Ở Miền Xa (Trúc Phương)         | (đơn ca)        | Thúy Nga Music Box #58 | 2025 |
| 8   | Tình Lính (Y Vân)                  | Mai Lệ Huyền    | Thúy Nga Music Box #58 | 2025 |
| 9   | Chờ Đông (Ngân Giang)              | (đơn ca)        | Thúy Nga Music Box #58 | 2025 |
| 10  | Một Đời Nhớ Anh (Thanh Tuyền)      | (đơn ca)        | Thúy Nga Music Box #58 | 2025 |
| 11  | Lính Xa Nhà (Trịnh Lâm Ngân)       | (đơn ca)        | Thúy Nga Music Box #58 | 2025 |
| 12  | 60 Năm Cuộc Đời (Y Vân)            | Mai Lệ Huyền    | Thúy Nga Music Box #58 | 2025 |

#### Chương trình thu hình khác
| STT | Tiết mục | Thể hiện với | Chương trình                                  | Năm  |
| --- | --- | ------------ | --------------------------------------------- | ---- |
| 1   | Quê Hương Bỏ Lại (Tô Huyền Vân)                                                                                  | (đơn ca)     | Giã Biệt Sài Gòn                              | 1986 |
| 2   | Câu Chuyện Đầu Năm (Hoài An)                                                                                     | (đơn ca)     | Gió Mùa Xuân Tới                              | 2018 |
| 3   | Nhớ Một Chiều Xuân (Nguyễn Văn Đông)                                                                             | (đơn ca)     | Gió Mùa Xuân Tới                              | 2018 |
| 4   | Em Ơi Nếu Đừng Dang Dở (Hoài Linh, Anh Phong)                                                                    | (đơn ca)     | Paris By Night 128 VIP Party                  | 2019 |
| 5   | LK Những Đồi Hoa Sim (Thơ: Hữu Loan, Nhạc: Dzũng Chinh), Áo Anh Sứt Chỉ Đường Tà (Thơ: Hữu Loan, Nhạc: Phạm Duy) | (đơn ca)     | Le Gala Du Coeur - Gửi Tình Thương Về Sài Gòn | 2021 |
| 6   | Chiều Thương Đô Thị (Song Ngọc, Hoài Linh)                                                                       | (đơn ca)     | Bolero & Em                                   | 2024 |
| 7   | Lỗi Hẹn (Mạnh Phát, Huy Lai)                                                                                     | (đơn ca)     | Bolero & Em                                   | 2024 |

### Trung tâm Asia
| STT | Tiết mục | Thể hiện với          | Chương trình | Năm  |
| --- | --- | --------------------- | ------------ | ---- |
| 1   | Chuyện Ba Người (Quốc Dũng) | (đơn ca)              | ASIA 1       | 1992 |
| 2   | Về Dưới Mái Nhà (Xuân Tiên, Y Vân) | (đơn ca)              | ASIA 10      | 1995 |
| 3   | Hàn Mặc Tử (Trần Thiện Thanh) | (đơn ca)              | ASIA 11      | 1996 |
| 4   | Nỗi Buồn Hoa Phượng (Lê Dinh, Thanh Sơn) | (đơn ca)              | ASIA 12      | 1996 |
| 5   | LK Lẻ Bóng (Anh Bằng, Lê Dinh), Sầu Lẻ Bóng (Anh Bằng), Nếu Hai Đứa Mình (Anh Bằng, Lê Dinh), Căn Nhà Ngoại Ô (Anh Bằng), Hai Mùa Mưa (Mạc Phong Linh, Mai Thiết Lĩnh) | Thanh Thúy            | ASIA 15      | 1997 |
| 6   | Kiếp Nghèo (Lam Phương) | (đơn ca)              | ASIA 18      | 1998 |
| 7   | Chiều Mưa Biên Giới (Nguyễn Văn Đông) | (đơn ca)              | ASIA 19      | 1998 |
| 8   | Chuyến Đi Về Sáng (Mạnh Phát, Trần Thiện Thanh) | Chế Linh              | ASIA 21      | 1998 |
| 9   | Con Đường Mang Tên Em (Trúc Phương) | Chế Linh              | ASIA 24      | 1999 |
| 10  | Biển Tình (Lam Phương) | (đơn ca)              | ASIA 25      | 1999 |
| 11  | Phút Cuối (Lam Phương) | Chế Linh              | ASIA 26      | 1999 |
| 12  | LK Mai Lỡ Hai Mình Xa Nhau (Tú Nhi), Đừng Nói Xa Nhau (Thơ: Hồ Đình Phương, Nhạc: Châu Kỳ)                                                                             | Chế Linh              | ASIA 27      | 1999 |
| 13  | Lẻ Bóng (Anh Bằng) | (đơn ca)              | ASIA 28      | 2000 |
| 14  | Bài Hương Ca Vô Tận (Trầm Tử Thiêng) | Chế Linh              | ASIA 29      | 2000 |
| 15  | Hội Trùng Dương (Phạm Đình Chương) | Thanh Lan, Hoàng Oanh | ASIA 31      | 2000 |
| 16  | Người Ở Lại Đưa Đò (Trầm Tử Thiêng) | (đơn ca)              | ASIA 32      | 2001 |
| 17  | Mấy Nhịp Cầu Tre (Hoàng Thi Thơ) | (đơn ca)              | ASIA 33      | 2001 |
| 18  | Ngày Xưa Anh Nói (Thúc Đăng, Thanh Tuyền) | Chế Linh              | ASIA 34      | 2001 |
| 19  | Nắng Đẹp Miền Nam (Lam Phương) | (đơn ca)              | ASIA 36      | 2002 |
| 20  | Tân Cổ: Phận Tơ Tằm (Anh Bằng) | (đơn ca)              | ASIA 37      | 2002 |
| 21  | Tám Điệp Khúc (Anh Việt Thu) | (đơn ca)              | ASIA 38      | 2002 |
| 22  | Đón Xuân Này Tôi Nhớ Xuân Xưa (Châu Kỳ) | (đơn ca)              | ASIA 39      | 2003 |
| 23  | Hoa Nở Về Đêm (Mạnh Phát) | (đơn ca)              | ASIA 40      | 2003 |
| 24  | Đò Dọc (Trầm Tử Thiêng) | Sơn Tuyền             | ASIA 41      | 2003 |
| 25  | Tạ Từ Trong Đêm (Trần Thiện Thanh) | (đơn ca)              | ASIA 42      | 2004 |
| 26  | Cổ Nhạc: Mẹ Chồng Của Tôi (Ngọc Huyền) | Ngọc Huyền            | ASIA 43      | 2004 |
| 27  | LK Dấu Chân Kỷ Niệm (Thúc Đăng), Tình Khúc Chiều Mưa (Nguyễn Ánh 9), Nếu Một Ngày (Khánh Băng)                                                                         | Tuấn Vũ, Sơn Tuyền    | ASIA 44      | 2004 |
| 28  | LK Em Là Tất Cả (Lam Phương), Hai Vì Sao Lạc (Anh Việt Thu) | Tuấn Vũ               | ASIA 45      | 2004 |
| 29  | LK Chuyện Buồn Ngày Xuân, Chắp Tay Nguyện Cầu (Lam Phương) | Thanh Thúy            | ASIA 46      | 2005 |
| 30  | Hạ Buồn (Thanh Sơn) | (đơn ca)              | ASIA 47      | 2005 |
| 31  | LK Chiều Mưa Biên Giới, Sắc Hoa Màu Nhớ (Nguyễn Văn Đông) | Ngọc Huyền            | ASIA 48      | 2005 |
| 32  | Hà Tiên (Lê Dinh) | (đơn ca)              | ASIA 49      | 2005 |
| 33  | Chuyện Tình Mộng Thường (Trần Thiện Thanh) | Thanh Toàn            | ASIA 50      | 2006 |
| 34  | Lá Diêu Bông (Trần Tiến) | (đơn ca)              | ASIA 51      | 2006 |
| 35  | LK Đà Lạt Hoàng Hôn (Minh Kỳ, Dạ Cầm), Thương Về Miền Đất Lạnh (Minh Kỳ)                                                                                               | Anh Khoa              | ASIA 52      | 2006 |
| 36  | LK Tình Chết Theo Mùa Đông (Lam Phương), Nhớ Một Chiều Xuân (Nguyễn Văn Đông)                                                                                          | Chế Linh              | ASIA 53      | 2007 |
| 37  | LK: Kinh Khổ (Trầm Tử Thiêng) & Việt Nam Về Trong Nỗi Nhớ (Trầm Tử Thiêng, Trúc Hồ)                                                                                    | Hợp Ca                | ASIA 54      | 2007 |
| 38  | LK Đưa Em Vào Hạ, Bài Hương Ca Vô Tận (Trầm Tử Thiêng) | Bảo Yến               | ASIA 54      | 2007 |
| 39  | LK Quen Nhau Trên Đường Về (Thăng Long), Đường Xưa Lối Cũ (Hoàng Thi Thơ)                                                                                              | Minh Hiếu             | ASIA 55      | 2007 |
| 40  | Khúc Tình Ca Hàng Hàng Lớp Lớp (Nguyễn Văn Đông) | Thanh Phong           | ASIA 56      | 2007 |
| 41  | Người Mẹ Bán Nón (Thiên Duy) | (đơn ca)              | ASIA 71      | 2013 |
| 42  | Chiều Cuối Tuần (Trúc Phương) | (đơn ca)              | ASIA 74      | 2014 |
| 43  | Biết Nói Gì Đây (Huỳnh Anh) | Tuấn Vũ               | ASIA 75      | 2014 |
| 44  | Hải Ngoại Thương Ca (Nguyễn Văn Đông) | (đơn ca)              | ASIA 76      | 2015 |
| 45  | Chuyến Đò Vĩ Tuyến (Lam Phương) | (đơn ca)              | ASIA 77      | 2015 |
| 46  | Mùa Xuân Không Còn Nữa (Lam Phương) | (đơn ca)              | ASIA 81      | 2018 |

### Trung tâm Mây
| STT | Tiết mục                             | Thể hiện với | Chương trình       | Năm  |
| --- | ------------------------------------ | ------------ | ------------------ | ---- |
| 1   | Sương Lạnh Chiều Đông (Mạnh Phát)    | (đơn ca)     | Hollywood Night 4  | 1993 |
| 2   | Hận Tình (Anh Bằng)                  | Tuấn Vũ      | Hollywood Night 10 | 1994 |
| 3   | Hương Thầm (Vũ Hoàng)                | (đơn ca)     | Hollywood Night 10 | 1994 |
| 4   | Chuyện Hợp Tan (Quốc Dũng)           | (đơn ca)     | Hollywood Night 12 | 1995 |
| 5   | Đoạn Cuối Tình Yêu (Tú Nhi)          | Chế Linh     | Hollywood Night 12 | 1995 |
| 6   | Ru Nửa Vầng Trăng (Huy Phương)       | (đơn ca)     | Hollywood Night 13 | 1996 |
| 7   | Chiếc Áo Bà Ba (Trần Thiện Thanh)    | Tuấn Vũ      | Hollywood Night 13 | 1996 |
| 8   | Trăng Rụng Xuống Cầu (Hoàng Thi Thơ) | Hoài Nam     | Hollywood Night 14 | 1996 |
| 9   | Áo Hoa (Trần Quang Lộc)              | (đơn ca)     | Hollywood Night 15 | 1997 |
| 10  | Cánh Cò Dòng Sông (Hàn Châu)         | (đơn ca)     | Hollywood Night 16 | 1997 |

### Trung tâm Vân Sơn
| STT | Tiết mục | Thể hiện với | Chương trình | Năm  |
| --- | --- | --- | ------------ | ---- |
| 1   | LK Rồi Hai Mươi Năm Sau (Trầm Tử Thiêng), Lòng Mẹ (Y Vân), Thư Cho Mẹ (Trần Quang Lộc), Lòng Mẹ 2 (Ngọc Sơn), Quê Hương (Thơ: Giáp Văn Thạch \| Nhạc: Đỗ Trung Quân), Mẹ Là Quê Hương (Nguyễn Quốc Việt), Ơn Nghĩa Sinh Thành (Dương Thiệu Tước) | Nhã Thanh | Vân Sơn 21   | 2002 |
| 2   | LK Nếu Ai Có Hỏi (Lê Dinh \| Dạ Cầm), Ngày Xưa Anh Nói (Thúc Đăng \| Thanh Tuyền), Trộm Nhìn Nhau (Trầm Tử Thiêng), Phận Gái Thuyền Quyên (Nguyên Thảo \| Giao Tiên)                                                                             | Chế Linh | Vân Sơn 31   | 2005 |
| 3   | LK Thương Hoài Ngàn Năm (Phạm Mạnh Cương), Tình Khúc Chiều Mưa (Nguyễn Ánh 9) | (đơn ca) | Vân Sơn 32   | 2005 |
| 4   | LK Ai Ra Xứ Huế (Duy Khánh), Huế Bây Giờ (Anh Bằng) | (đơn ca) | Vân Sơn 34   | 2006 |
| 5   | LK Trên Bến Sông Buồn (Tiến Luân), Một Thoáng Duyên Quê (Phố Thu) | Hương Lan | Vân Sơn 35   | 2006 |
| 6   | Tiễn Biệt (Tô Thanh Tùng) | (đơn ca) | Vân Sơn 36   | 2007 |
| 7   | Sầu Lẻ Bóng (Anh Bằng) | (đơn ca) | Vân Sơn 38   | 2007 |
| 8   | Lối Về Đất Mẹ (Duy Khánh) | (đơn ca) | Vân Sơn 39   | 2008 |
| 9   | LK Bông Hồng Cài Áo (Ý: Thích Nhất Hạnh \| Nhạc: Phạm Thế Mỹ), Quê Hương (Thơ: Giáp Văn Thạch \| Nhạc: Đỗ Trung Quân) | Nguyên Khang, Nguyễn Hồng Nhung, Andy Quách, Diễm Liên, Hạ Vy, Phi Nhung, Linda Chou, Nhã Thanh, Chế Linh, Trường Vũ, Ngọc Hạ, Vpop | Vân Sơn 39   | 2008 |
| 10  | LK Những đồi hoa sim (Thơ: Hữu Loan, Nhạc: Dzũng Chinh), Áo anh sứt chỉ đường tà (Thơ: Hữu Loan, Nhạc: Phạm Duy) | (đơn ca) | Vân Sơn 40   | 2008 |
| 11  | Muôn Dặm Tìm Anh (Hồng Vân) | (đơn ca) | Vân Sơn 42   | 2009 |
| 12  | Ru Con Thuyền Mộng (Hoài Nam) | (đơn ca) | Vân Sơn 43   | 2009 |
| 13  | Gái Huế Chồng Xa (Trương Hoàng Nghĩa) | (đơn ca) | Vân Sơn 44   | 2010 |
| 14  | Ai Xuôi Vạn Lý (Lê Thương) | (đơn ca) | Vân Sơn 45   | 2010 |
| 15  | Gõ Cửa (Mạnh Quỳnh) | (đơn ca) | Vân Sơn 46   | 2011 |
| 16  | LK Ba Tháng Tạ Từ (Thanh Sơn), Dư Âm Mùa Hạ (Thanh Sơn) | (đơn ca) | Vân Sơn 47   | 2011 |
| 17  | LK Nếu Đời Không Có Anh (Hoàng Trang), Không Bao Giờ Quên Anh (Hoàng Trang) | (đơn ca) | Vân Sơn 48   | 2012 |
| 18  | Tình Một Ngày, Tình Cũng Trăm Năm (Thanh Tuyền) | (đơn ca) | Vân Sơn 49   | 2013 |

### The Jimmy Show
| STT | Tiết mục                                | Thể hiện với | Chương trình  | Năm  |
| --- | --------------------------------------- | ------------ | ------------- | ---- |
| 1   | Rồi 20 Năm Sau (Trầm Tử Thiêng, Tấn An) | (đơn ca)     | Mẹ Vẫn Bên Ta | 2021 |

### KimLoiMacro
| STT | Tiết mục                                                                                | Thể hiện với | Chương trình         | Năm  |
| --- | --------------------------------------------------------------------------------------- | ------------ | -------------------- | ---- |
| 1   | LK Mưa Chiều Kỷ Niệm (Duy Yên & Quốc Kỳ), Nhà Anh Nhà Em (thơ Hà Liên Tử, nhạc Anh Sơn) | (đơn ca)     | Mrs. Global Việt Nam | 2012 |
| 2   | LK Nhật Ký Đời Tôi (Thanh Sơn), Nếu Một Ngày (Khánh Băng)                               | (đơn ca)     | Mrs. Global Việt Nam | 2016 |
| 3   | Nỗi Buồn Hoa Phượng (Thanh Sơn)                                                         | (đơn ca)     | Mrs. Global Việt Nam | 2022 |
| 4   | Tình Bắc Duyên Nam (Xuân Tiên)                                                          | (đơn ca)     | Mrs. Global Việt Nam | 2022 |